# شاهزاده‌نشین‌های آلبانی

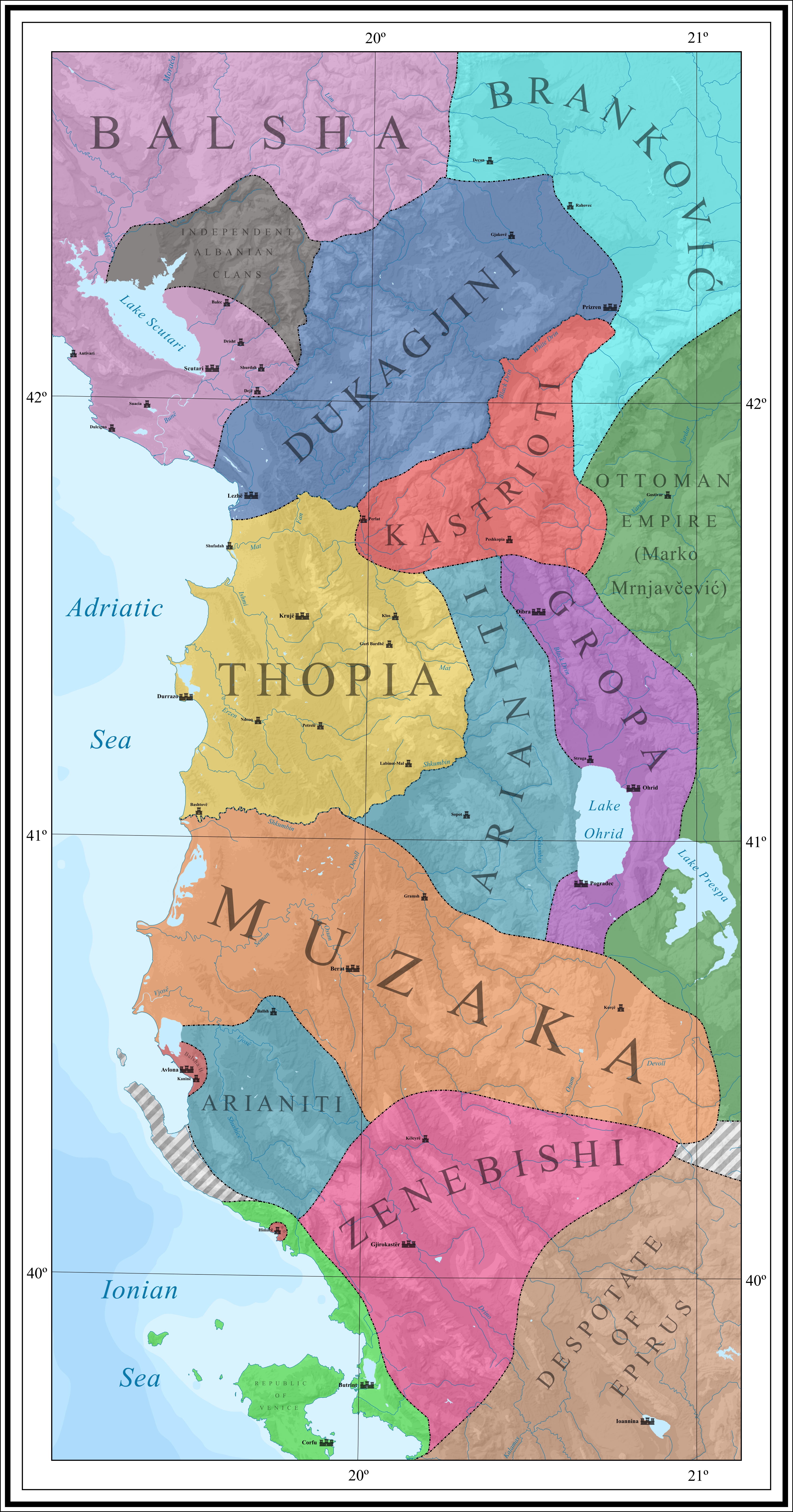
نقشه بازسازی‌شده شاهزاده‌نشین‌های آلبانی حدود سال ۱۳۹۰

اصطلاح شاهزاده‌نشین‌های آلبانی به تعدادی شاهزاده‌نشین (اگرچه آن‌ها بیشتر شبیه به مجموعه‌ای از پادشاهی‌ها عمل می‌کردند) اشاره دارد که در قرون وسطی در آلبانی و مناطق اطراف آن در بخش غربی بالکان توسط نجیب‌زادگان آلبانی ایجاد شدند. قرن دوازدهم اولین شاهزاده‌نشین آلبانی، شاهزاده‌نشین آربانون، را رقم زد. با این حال، در نیمه دوم قرن چهاردهم، این شاهزاده‌نشین‌ها قوی‌تر شدند، به ویژه پس از سقوط امپراتوری صرب بعد از ۱۳۵۵. برخی از این شاهزاده‌نشین‌ها به طور خاص در سال ۱۴۴۴ تحت اتحاد نظامی به نام اتحادیه لژه تا سال ۱۴۸۰ متحد شدند که در بیش از ۲۸ نبرد، امپراتوری عثمانی را شکست دادند. آن‌ها شامل مناطق آلبانی امروزی، کوزووی غربی و مرکزی، اپیروس، مناطقی تا کورینت، غرب مقدونیه شمالی، جنوب مونته‌نگرو بودند. رهبران این شاهزاده‌نشین‌ها از برجسته‌ترین شخصیت‌های بالکان در قرن چهاردهم و پانزدهم بودند مانند گین بوا شپاتا، آندره دوم موزاکا، جان زنه‌ویسی، کارل توپیا، آندره گروپا، خانواده بالشا، گئورگ آریانیتی، جان کستریوتی، اسکندربیگ، خانواده دوکاجینی و لک دوکاجینی.